# Ischnolea oculata
Ischnolea oculata là một loài bọ cánh cứng trong họ Cerambycidae.